# Sainte-Eulalie (Cantal)
Sainte-Eulalie település Franciaországban, Cantal megyében. Lakosainak száma 231 fő (2022. január 1.). Sainte-Eulalie Ally, Drugeac, Pleaux, Saint-Cirgues-de-Malbert, Saint-Martin-Valmeroux és Besse községekkel határos.

## Népesség
A település népessége az elmúlt években az alábbi módon változott:
| Lakosok száma | 400  | 273  | 225  | 207  | 202  | 203  | 219  | 229  | 231  | 231  |
|               | 1968 | 1982 | 1990 | 2006 | 2013 | 2015 | 2017 | 2019 | 2020 | 2022 |